# Primer ministro de Rodesia
El Primer Ministro de Rodesia (Rodesia del Sur antes de 1964) fue el jefe de Gobierno de la República de Rodesia, y, antes de 1964, de la colonia de Rodesia del Sur.
Rodesia, que se había convertido en una colonia autónoma del Reino Unido en 1923, declaró unilateralmente su independencia el 11 de noviembre de 1965 y, a partir de entonces, fue un estado no reconocido hasta 1979. En diciembre de 1979, el país quedó bajo control británico temporal, y en abril de 1980 el país obtuvo la independencia reconocida como la República de Zimbabue.

## Funciones
El sistema político de Rodesia se inspiró en el sistema de Westminster, y el papel del primer ministro era similar al de países con historias constitucionales similares, como, por ejemplo, Australia y Canadá. Así, el primer ministro recomendaba al jefe de Estado el nombramiento de muchos cargos públicos de Rodesia, incluyendo a los ministros del Gobierno, embajadores, los jefes de las Fuerzas Armadas, y otros oficiales de la administración pública.

## Historia
La colonia autónoma británica de Rodesia del Sur —simplemente Rodesia a partir de octubre de 1964— se creó el 1 de octubre de 1923, a partir de tierras anteriormente gobernadas por la Compañía Británica de Sudáfrica. El gobierno británico anexó la tierra, luego la vendió inmediatamente al gobierno responsable recién formado de Rodesia del Sur por £ 2 millón.
De 1953 a 1963, Rodesia del Norte, Rodesia del Sur y Nyasalandia —equivalentes a las actuales Zambia, Zimbabue y Malaui, respectivamente— se unieron a la Federación de Rodesia y Nyasalandia, también conocida como Federación Centroafricana. Sir Godfrey Huggins se desempeñó como primer ministro Federal de 1953 a 1956, luego Sir Roy Welensky ocupó el cargo hasta el final de la Federación el 31 de diciembre de 1963. Cuando Rodesia del Norte obtuvo su independencia como Zambia el 24 de octubre de 1964, Rodesia del Sur comenzó a referirse a sí misma simplemente como "Rodesia".
El gobierno del primer ministro Ian Smith emitió una Declaración Unilateral de Independencia de Gran Bretaña en 1965, y él permaneció como primer ministro cuando el país fue declarado república en 1970. Bajo el Acuerdo Interno en 1979, después de un largo período de conflicto, el país pasó a ser conocido como Zimbabue Rodesia, con Abel Muzorewa como su primer primer ministro negro.
Ninguno de estos actos fue reconocido internacionalmente, y bajo el Acuerdo de Lancaster House, el gobierno del país acordó volver al estado colonial en 1979 para facilitar la introducción del gobierno de la mayoría y la creación del estado independiente de ZimbabUe en 1980.
El cargo de primer ministro de Zimbabue fue abolido en 1987, cuando Robert Mugabe se convirtió en presidente ejecutivo. Sin embargo, en 2009, se restauró a través de negociaciones políticas, lo que resultó en que Morgan Tsvangirai se convirtiera en el primer primer ministro del país en más de 21 años.

## Lista de primeros ministros de Rodesia
| Nombre (Nacimiento - Muerte) Distrito              | Estadía en el cargo | Estadía en el cargo      | Estadía en el cargo | Elegido (Parlamento)                                | Partido político                                           |
| Nombre (Nacimiento - Muerte) Distrito              | Inicio | Final                    | Tiempo en el cargo  | Elegido (Parlamento)                                | Partido político                                           |
| -------------------------------------------------- | --- | ------------------------ | ------------------- | --------------------------------------------------- | ---------------------------------------------------------- |
| Charles Coghlan (1863–1927) MP por Bulawayo Norte  | 1 de octubre de 1923 | 28 de agosto de 1927     | 3 años y 331 días   | 1924 (1° )                                          | Partido de Rodesia                                         |
| Charles Coghlan (1863–1927) MP por Bulawayo Norte  | Introducción de un gobierno responsable, después del referéndum de 1922. Formación de Rodesia del Sur. Supervisó la compra del país por parte del gobierno a la Compañía Británica de Sudáfrica por 2,3 millones de libras esterlinas. Se opuso a una eventual fusión con Rodesia del Norte o la Unión Sudafricana. Murió en el cargo. |                          |                     |                                                     |                                                            |
| Howard Moffat (1869–1951) MP por Gwanda            | 2 de septiembre de 1927 | 5 de julio de 1933       | 5 años y 306 días   | — (1°) 1928 (2°)                                    | Partido de Rodesia                                         |
| Howard Moffat (1869–1951) MP por Gwanda            | Visto como un conservador, que creía que Rodesia tarde o temprano se uniría a la Unión Sudafricana. Supervisó la compra, por £ 2 millones, de los derechos mineros restantes de la Compañía Británica de Sudáfrica en Rodesia del Sur. Su gobierno aprobó la Ley de Distribución de Tierras de 1930, que definió el patrón de asignación y propiedad de la tierra y se considera una de las causas últimas de las disputas por la tierra en Zimbabue desde 2000. Renunció al cargo. |                          |                     |                                                     |                                                            |
| George Mitchell (1867–1937) MP for Gwanda          | 5 de julio de 1933 | 12 de septiembre de 1933 | 69 días             | — (2°)                                              | Partido de Rodesia                                         |
| George Mitchell (1867–1937) MP for Gwanda          | Primer ministro con el mandato más corto, cambió el título de Premier a primer ministro. Dejó el cargo tras perder las elecciones generales de 1933 al Partido Reformista. |                          |                     |                                                     |                                                            |
| Godfrey Huggins (1883–1971) MP por Salisbury Norte | 12 de septiembre de 1933 | 7 de septiembre de 1953  | 19 años y 360 días  | 1933 (3°) 1934 (4°) 1939 (5°) 1946 (6°) 1948 (7°)   | Partido Reformista (hasta 1934) Partido Unido (desde 1934) |
| Godfrey Huggins (1883–1971) MP por Salisbury Norte | Habiendo servido casi dos décadas en el cargo, fue el Primer ministro de Rodesia del Sur con más años de en ejercicio. Aunque llegó al poder con el Partido Reformista, creó una coalición con el Partido de Rodesia para formar el Partido Unido. Durante su administración se enfrentó a la Segunda Guerra Mundial. Se convirtió en un defensor de la federación de Rodesia del Sur con algunas de las colonias británicas vecinas en la región para que se convirtieran en un estado independiente dentro del Imperio Británico mientras mantenían el gobierno de la minoría blanca con solo un pequeño número de negros educados que calificaban para el voto. Como resultado de su esfuerzo, la Federación de Rodesia y Nyasalandia se creó en 1953 uniendo Rodesia del Norte, Rodesia del Sur y Nyasalandia. Ejerció como el primer primer ministro de la Federación. |                          |                     |                                                     |                                                            |
| Garfield Todd (1908–2002) MP por Shabani           | 7 de septiembre de 1953 | 17 de febrero de 1958    | 4 años y 163 días   | — (7°) 1954 (8°)                                    | Partido de Rodesia Unida                                   |
| Garfield Todd (1908–2002) MP por Shabani           | Introdujo reformas modestas destinadas a mejorar la educación de la mayoría negra. También introdujo la denominación "Mr" para los negros en lugar de "AM", una denominación derivada de su idioma patois. Bajo la influencia de grandes distribuidores de alcohol, su gobierno puso fin a la prohibición según la cual la población negra no podía comprar y vender alcohol en sus áreas designadas. En un gran avance, Todd impulsó un proyecto de ley que permitió a los sindicatos multirraciales, socavando así la creciente influencia nacionalista blancaen los sindicatos. Por último, en un intento por aumentar el número de negros elegibles para votar del 2 % al 16 % del electorado, redujo las calificaciones de propiedad y educación, pero esto fue rechazado rotundamente. Estas reformas fueron consideradas peligrosamente radicales por la mayoría de los blancos y se vio obligado a dimitir. |                          |                     |                                                     |                                                            |
| Edgar Whitehead (1905–1971) MP por Salisbury Norte | 17 de febrero de 1958 | 17 de diciembre de 1962  | 4 años y 303 días   | — (8°) 1958 (9°)                                    | Partido Federal Unido                                      |
| Edgar Whitehead (1905–1971) MP por Salisbury Norte | Supervisó el rápido crecimiento económico continuo, pero también los inicios del desmantelamiento de la Federación de Rodesia y Nyasalandia, en contra de los deseos de su partido. Fue crucial en la negociación de la constitución de 1961, que aumentó la representación negra en el Parlamento de Rodesia del Sur. Relajó las leyes de discriminación racial e intentó inscribir a votantes negros, pero esto se hizo en un contexto de disturbios civiles y un endurecimiento de las medidas de seguridad. Las políticas de su gobierno causaron alarma entre la población blanca, mientras que los negros seguían descontentos con los avances que habían hecho. Dejó el puesto tras perder las elecciones generales de 1962 ante el Frente Rodesiano. |                          |                     |                                                     |                                                            |
| Winston Field (1904–1969) MP por Marandellas       | 17 de diciembre de 1962 | 13 de abril de 1964      | 1 año y 118 días    | 1962 (10)                                           | Frente Rodesiano                                           |
| Winston Field (1904–1969) MP por Marandellas       | Durante su administración se dio la disolución de la Federación de Rodesia y Nyasalandia; como parte de la repartición de propiedades, su gobierno ganó la mayoría de los activos militares y de otro tipo de la Federación para Rodesia del Sur. Se vio obligado a dimitir tras no conseguir la independencia del Reino Unido. |                          |                     |                                                     |                                                            |
| Ian Smith (1919–2007) MP por Umzingwane            | 13 de abril de 1964 | 1 de junio de 1979       | 15 años y 49 días   | — (10°) 1965 (11°) 1970 (12°) 1974 (13°) 1977 (14°) | Frente Rodesiano                                           |
| Ian Smith (1919–2007) MP por Umzingwane            | Su gobierno emitió la Declaración Unilateral de Independencia de Rodesia (UDI) del Reino Unido el 11 de noviembre de 1965, provocando una condena internacional generalizada y la primera instancia de sanciones económicas en la historia de las Naciones Unidas, lideradas por Reino Unido y la Organización para la Unidad Africana. Disfrutó del apoyo limitado de Sudáfrica y Portugal. Rodesia se declaró república el 2 de marzo de 1970, después del referéndum de 1969. La guerra civil de Rodesia comenzó en 1964 y se convirtió en un conflicto a gran escala después de 1972. El aislamiento de Rodesia se intensificó una vez que Mozambique se independizó del dominio portugués en 1975, y cuando Sudáfrica comenzó a reducir su apoyo. Bajo un creciente aislamiento y presión internacional, Smith cedió a una forma de gobierno de la mayoría en 1978, al firmar el Acuerdo Interno con el líder nacionalista negro moderado Abel Muzorewa (este acto no fue reconocido por la comunidad internacional y por los principales grupos nacionalistas negros). Como parte de este acuerdo, se llevaron a cabo las elecciones generales de 1979, las primeras elecciones parlamentarias multirraciales (pero con listas separadas en blanco y negro). Después de las elecciones, Rhodesia pasó a llamarse Zimbabue Rodesia y Muzorewa sucedió a Smith como primer ministro. |                          |                     |                                                     |                                                            |